# Dambenois
Dambenois is een gemeente in het Franse departement Doubs (regio Bourgogne-Franche-Comté) en telt 700 inwoners (2005). De plaats maakt deel uit van het arrondissement Montbéliard.

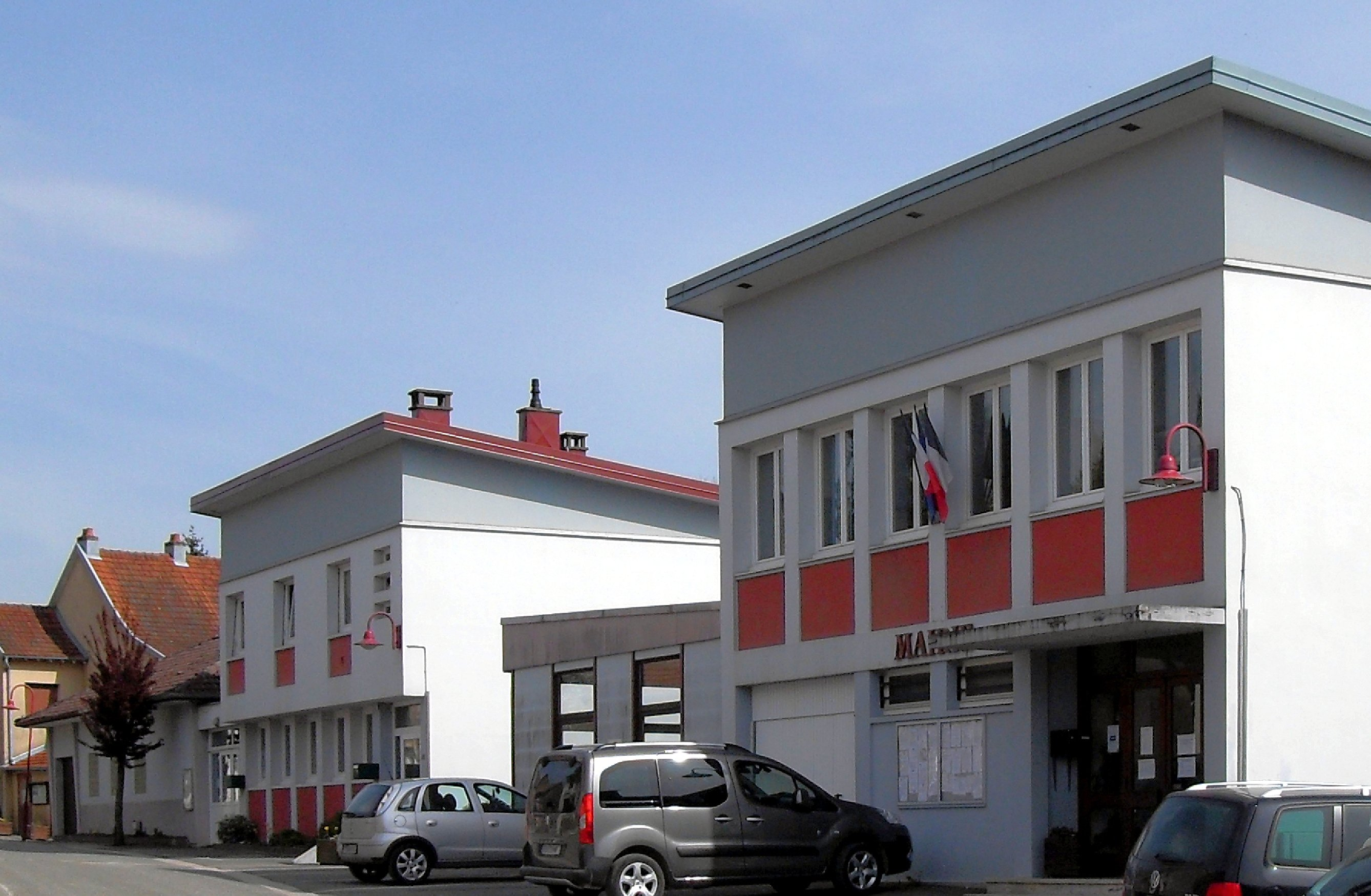
Gemeentehuis
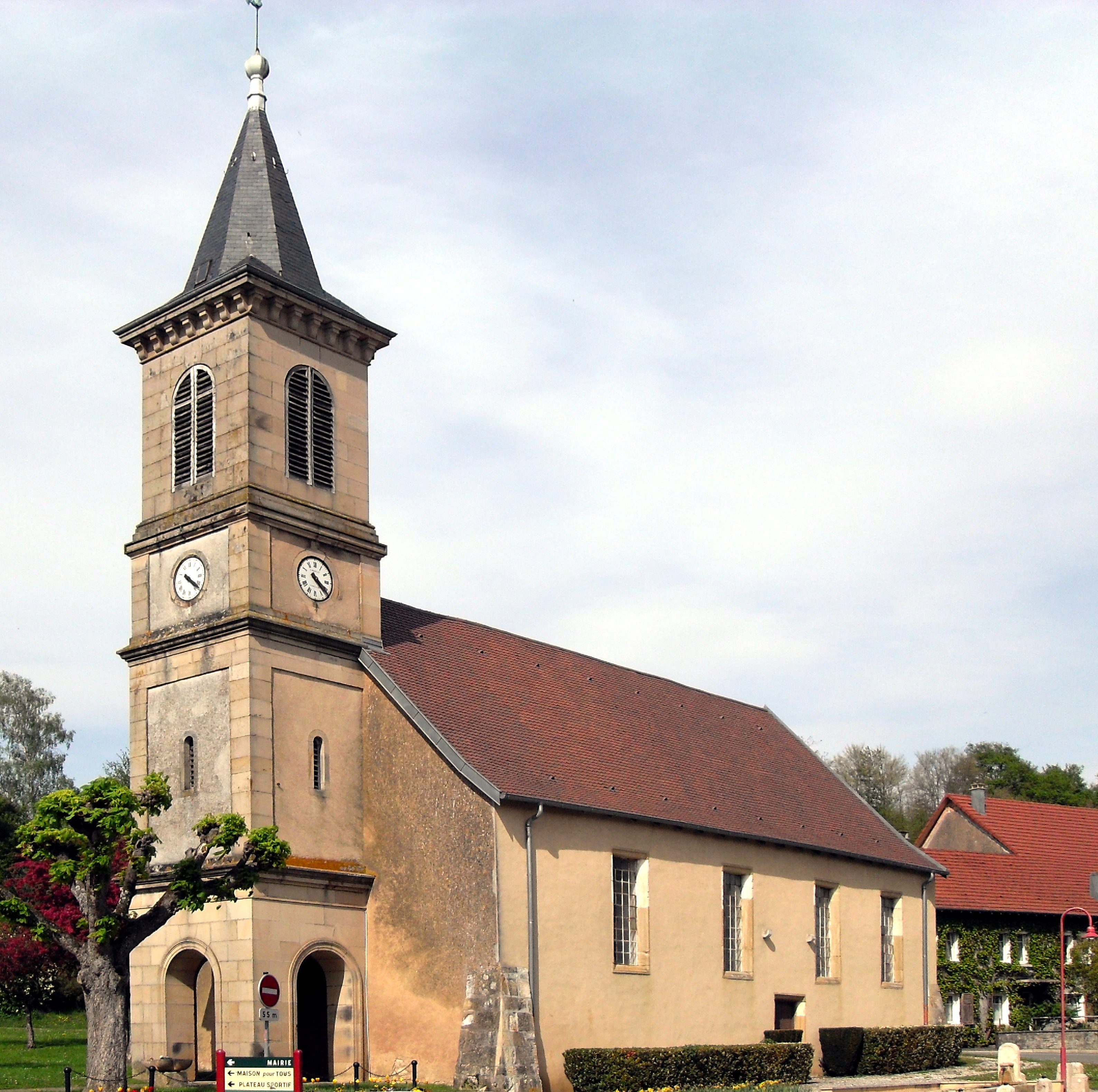
Lutherse kerk van Dambenois

## Geografie
De oppervlakte van Dambenois bedraagt 3,3 km², de bevolkingsdichtheid is 212,1 inwoners per km².

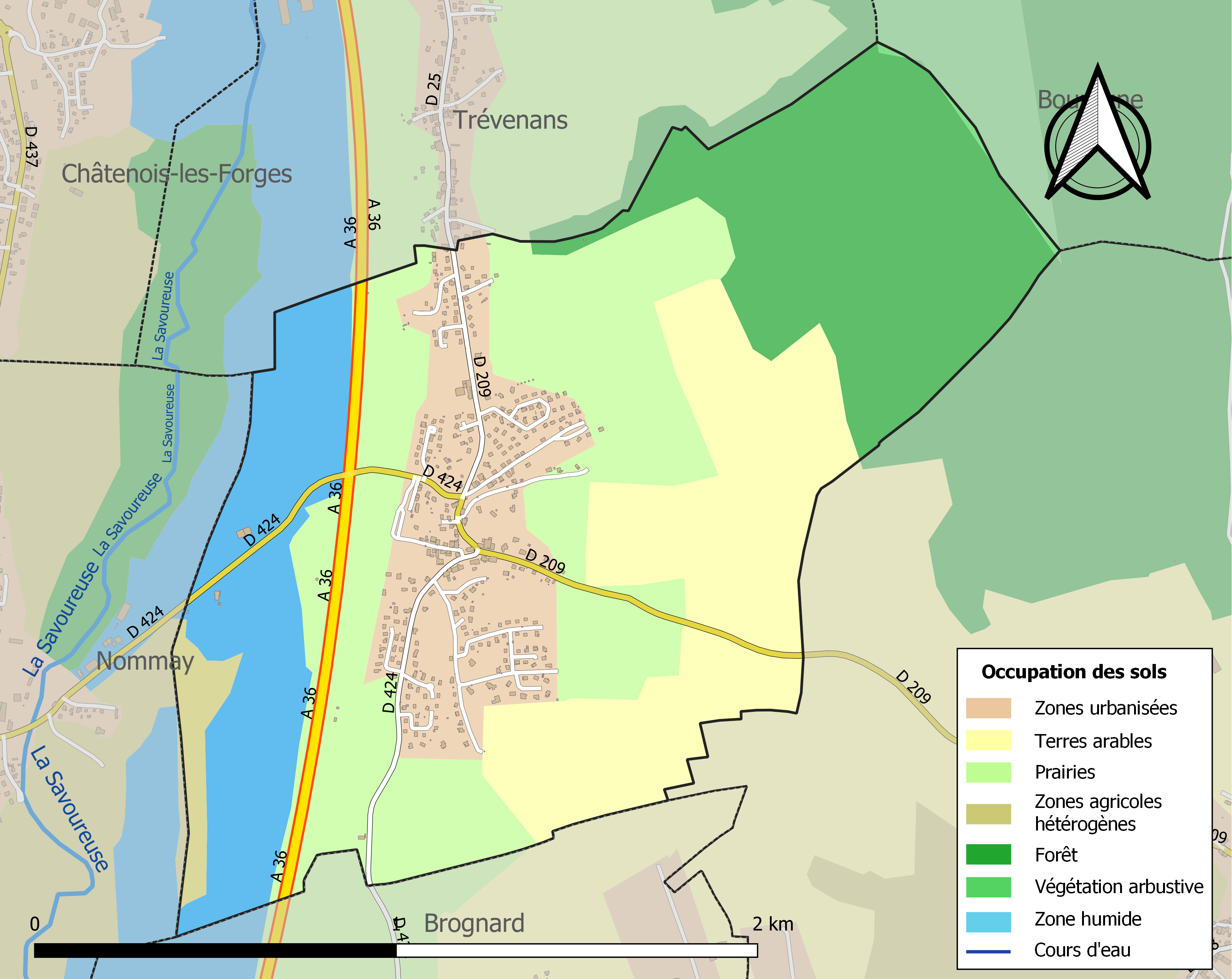
Kaart van de gemeente met de belangrijkste infrastructuur, bodemgebruik en omliggende gemeenten

## Demografie
Onderstaande figuur toont het verloop van het inwonertal (bron: INSEE-tellingen).